# Магарета фон Золмс-Лаубах
Маргарета фон Золмс-Лаубах (на немски: Margarethe fon Solms-Laubach; * 29 ноември 1580, Лаубах; † 31 януари 1635) е графиня от Золмс-Лаубах и чрез женитба графиня на Еберщайн.

## Произход
Тя е дъщеря на граф Йохан Георг I фон Золмс-Лаубах (1547 – 1600) и съпругата му Маргарета фон Шьонбург-Глаухау (1554 – 1606), дъщеря на фрайхер Георг I фон Шьонбург-Глаухау (1529 – 1585) и Доротея Ройс-Грайц (1522 – 1572).
Маргарета фон Золмс-Лаубах умира на 31 януари 1635 г. на 54 години и е погребана във Фрауенберг, Ращат.

## Фамилия
Маргарета се омъжва на 18 февруари 1609 г. в Лаубах за граф Йохан Якоб II фон Еберщайн (* 1574; † 29 март 1638), син на граф Ханс Бернхард фон Еберщайн (1545 – 1574) и Маргарета фон Диц (1544 – 1608). Тя е втората му съпруга. Те имат пет деца:
- Йохан Фридрих фон Еберщайн (* 10 януари 1611; † 5 февруари 1647), граф на Еберщайн, господар на Ной-Еберщайн, женен на 7 май 1636 г. в Мец за Анна Амалия фон Крихинген († 1676)
- Мориц фон Еберщайн (* 27 май 1612; † 10 юли 1616)
- Маргарета София фон Еберщайн (* 18 октомври 1613; † 31 януари 1616)
- Агата София фон Еберщайн (* 27 ноември 1615; † 27 май 1617)
- Ото Лудвиг фон Еберщайн в Еберщайн (* 1617; † 15 декември 1645)